# 댄 빌저리언

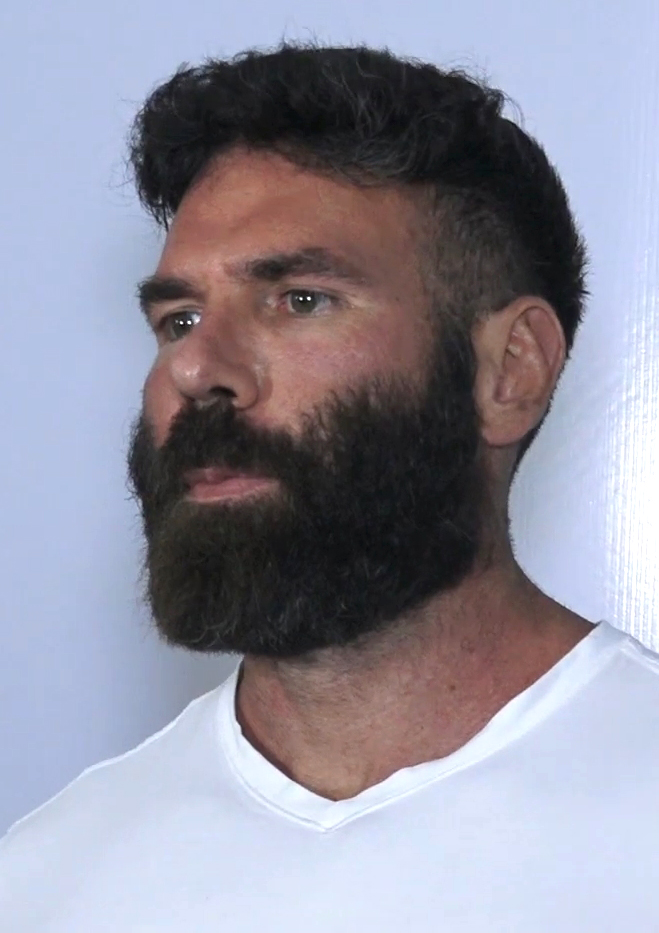

댄 브랜던 빌저리언(Dan Brandon Bilzerian, 1980년 12월 7일 ~ )은 미국의 포커 선수, 배우, 인터넷 명사이다.

## 내력
빌저리언은 탬파에서 아르메니아계 아버지인 폴 빌저리언과 어머니 테리 스테펀 사이에서 태어났다. 포커 사이트 빅토리파커의 창업자이기도 하다. 군인 출신 무기 수집자로도 잘 알려져 있다.

## 출연 작품

### 영화
- 워 독 (2016년) - 댄 역